# 후라이트 나이트 2
《후라이트 나이트 2》(영어: Fright Night Part 2)는 1988년 공개된 미국의 초자연 공포 영화이다. 《후라이트 나이트》(1985)의 속편이다.

## 출연진
- 로디 맥다월
- 윌리엄 래그즈데일
- 트레이시 린드
- 줄리 카먼
- 존 그라이스
- 브라이언 톰프슨
- 메릿 버트릭
- 어니 서벨라
- 블레어 테프킨